# إيفلين كيستمبرج
إيفلين كيستمبرج (بالإنجليزية: Evelyne Kestemberg)‏ (28 مايو 1918 - 17 أبريل 1989) كانت محللة نفسية فرنسية. ولدت في إسطنبول وتوفيت في باريس.

## نُبذة
كونها متزوجة من جان كيستمبرج، كانت فيلسوفة متدربة. تم تحليلها لأول مرة بواسطة مارك شلمبرجير وقررت تكريس حياتها للتحليل النفسي. تلقت تعليمها من قبل ساشا ناخت، التي كانت ضد قبولها في SPP نظرًا لأنها لم تكن طبيبة مُدربة.